# Mutilação de gado
Mutilação de gado (também conhecida como excisão bovina) é a morte aparente devido a mutilação do gado sob circunstâncias excepcionais ou anômalas. Ovelhas e cavalos teriam sido mutilados sob circunstâncias similares.
Este fenômeno é caracterizado por elementos inexplicáveis, como a precisão da mutilação cirúrgica, a drenagem total de sangue do animal, a eliminação de certos órgãos internos e órgãos genitais. Esta é listada em vários lugares do mundo, incluindo os Estados Unidos desde a década de 1970.
Desde o momento em que os relatos de mutilações de supostos animais começaram, as causas têm sido atribuídas diversas vezes a decomposição natural, predadores naturais, predadores cryptids (como o Chupacabra), extraterrestres, agências secretas governamentais ou militares, e cultos satânicos. As "mutilações" foram objecto de duas investigações independentes federal nos Estados Unidos 